# Liste der Flughäfen und Flugplätze in Israel

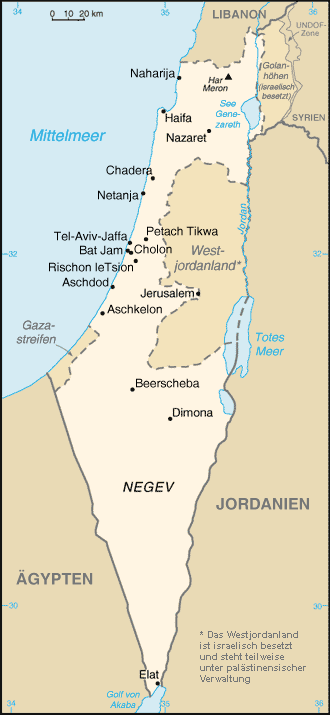
Karte von Israel

Die Liste der Flughäfen und Flugplätze in Israel zeigt die Flughäfen und Flugplätze von Israel, Jerusalem und den Golanhöhen.

## Flughäfen

### Internationale Flughäfen
| Name des Flughafens                        | ICAO-Code | IATA-Code | Orte                   | Bezirk               | Eröffnet | Koordinaten                 |
| ------------------------------------------ | --------- | --------- | ---------------------- | -------------------- | -------- | --------------------------- |
| Flughafen Ben Gurion (Tel Aviv-Ben Gurion) | LLBG      | TLV       | Tel Aviv and Jerusalem | Lod, Zentralbezirk   | 1937     | 32° 0′ 34″ N, 34° 52′ 58″ O |
| Flughafen Haifa                            | LLHA      | HFA       | Haifa                  | Haifa, Bezirk Haifa  | 1934     | 32° 48′ 34″ N, 35° 2′ 35″ O |
| Flughafen Ramon (Eilat-Ramon)              | LLER      | ETM       | Eilat                  | Be’er Ora, Südbezirk | 2019     | 29° 43′ 25″ N, 35° 0′ 41″ O |

### Regionalflugplätze ohne Linienverkehr
| Name des Flugplatzes | ICAO-Code | IATA-Code | Orte      | Bezirk                    | Eröffnet | Koordinaten                  |
| -------------------- | --------- | --------- | --------- | ------------------------- | -------- | ---------------------------- |
| Flugplatz Herzliya   | LLHZ      |           | Herzliya  | Herzliya, Bezirk Tel Aviv | 1948     | 32° 10′ 49″ N, 34° 50′ 2″ O  |
| Flugplatz Rosh Pina  | LLIB      | RPN       | Rosh Pina | Mahanayim, Nordbezirk     | 1943     | 32° 58′ 51″ N, 35° 34′ 18″ O |

### Private Flugplätze
| Name des Flugplatzes      | ICAO-Code | IATA-Code | Orte                          | Eröffnet | Koordinaten                  |
| ------------------------- | --------- | --------- | ----------------------------- | -------- | ---------------------------- |
| Flugplatz Arad            | LLAR      |           | Arad, Südbezirk               |          | 31° 13′ 43″ N, 35° 11′ 27″ O |
| Flugplatz Bar Yehuda      | LLMZ      | MTZ       | Masada, Südbezirk             | 1963     | 31° 19′ 41″ N, 35° 23′ 18″ O |
| Flugplatz Be’er Scheva    | LLBS      | BEV       | Be’er Scheva, Südbezirk       | 1950er   | 31° 17′ 13″ N, 34° 43′ 22″ O |
| Flugplatz Ein Vered       | LLEV      |           | Ein Vered, Zentralbezirk      |          | 32° 15′ 50″ N, 34° 57′ 7″ O  |
| Flugplatz Ein Yahav-Sapir | LLEY      | EIY       | Sapir, Südbezirk              | 1970     | 30° 37′ 17″ N, 35° 12′ 11″ O |
| Flugplatz Fik             | LLFK      |           | Afik, Nordbezirk              | 1981     | 32° 47′ 7″ N, 35° 43′ 2″ O   |
| Flugplatz Habonim         | LLBO      |           | Habonim, Bezirk Haifa         |          | 32° 38′ 59″ N, 34° 55′ 59″ O |
| Flugplatz Kiryat Shmona   | LLKS      | KSW       | Kirjat Schmona, Nordbezirk    |          | 33° 13′ 0″ N, 35° 35′ 48″ O  |
| Flugplatz Megiddo         | LLMG      |           | Megiddo, Nordbezirk           | 1942     | 32° 35′ 50″ N, 35° 13′ 43″ O |
| Flugplatz Mitzpe Ramon    | LLMR      | MIP       | Mitzpe Ramon, Südbezirk       |          | 30° 39′ 8″ N, 34° 48′ 24″ O  |
| Flugplatz Rishon LeZion   | LLRS      |           | Rischon LeZion, Zentralbezirk |          | 31° 57′ 57″ N, 34° 45′ 9″ O  |
| Flugplatz Tnuvot          | LLTN      |           | Tnuvot, Zentralbezirk         |          | 32° 18′ 30″ N, 34° 58′ 41″ O |
| Flugplatz Yotvata         | LLYO      | YOT       | Jotvata, Südbezirk            |          | 29° 54′ 2″ N, 35° 4′ 1″ O    |

### Militärflugplätze

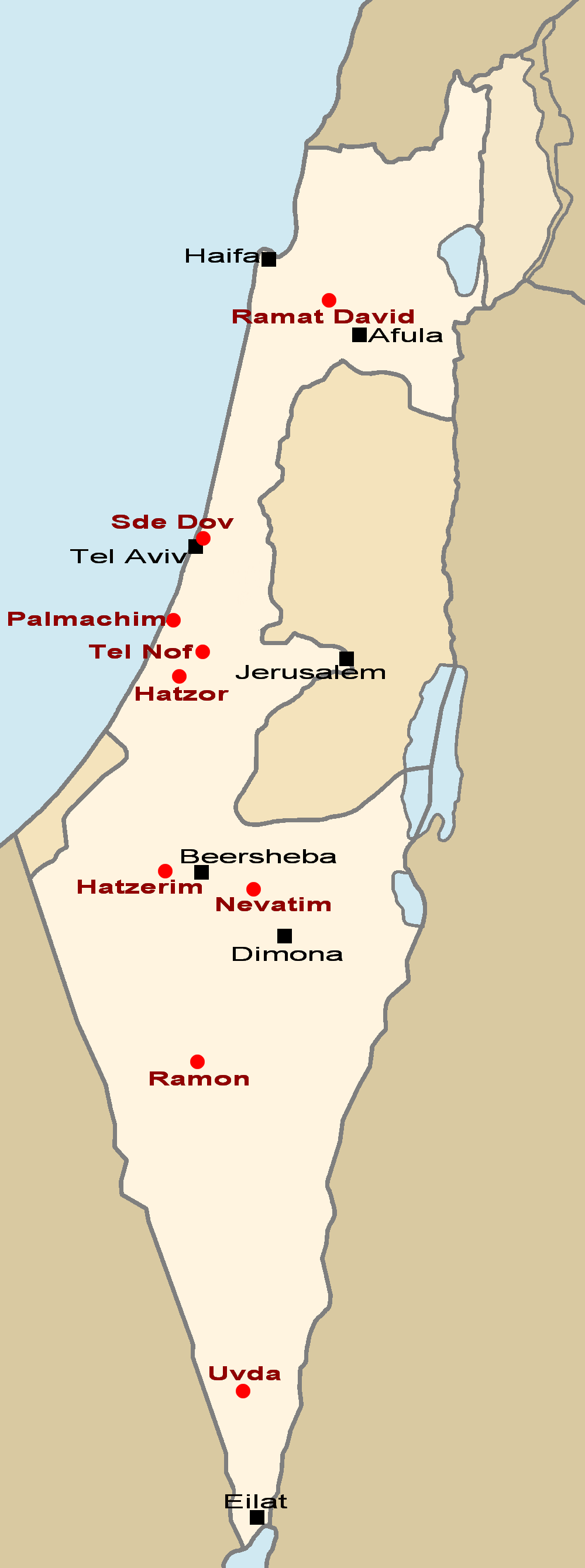
Militärflugplätze Israel

| Name des Flugplatzes         | ICAO-Code | IATA-Code | Ort                          | Eröffnet | Koordinaten                  |
| ---------------------------- | --------- | --------- | ---------------------------- | -------- | ---------------------------- |
| Militärflugplatz Chazerim    | LLHB      |           | Be’er Scheva, Südbezirk      | 1966     | 31° 14′ 0″ N, 34° 39′ 45″ O  |
| Militärflugplatz Chazor      | LLHS      |           | Chazor Aschdod               | 1942     | 31° 45′ 45″ N, 34° 43′ 38″ O |
| Militärflugfeld Ein Schemer  | LLES      | HDA       | Ein Shemer, Bezirk Haifa     | 1945     | 32° 26′ 12″ N, 35° 0′ 2″ O   |
| Militärflugplatz Nevatim     | LLNV      | VTM       | Nevatim, Südbezirk           | 1947     | 31° 12′ 30″ N, 35° 0′ 44″ O  |
| Militärflugplatz Ramat David | LLRD      |           | Ramat David, Nordbezirk      | 1937     | 30° 46′ 29″ N, 34° 40′ 4″ O  |
| Militärflugplatz Ramon       | LLRM      |           | Mizpe Ramon, Südbezirk       | 1978     | 31° 44′ 19″ N, 34° 55′ 10″ O |
| Luftwaffenbasis Sdot Micha   |           |           | Sdot Micha, Bezirk Jerusalem |          | 31° 50′ 22″ N, 34° 49′ 18″ O |
| Militärflugplatz Tel Nof     | LLEK      |           | Rechovot, Zentralbezirk      | 1941     | 29° 56′ 25″ N, 34° 56′ 9″ O  |
| Militärflugplatz Ovda        | LLOV      | VDA       | Uvda region, Südbezirk       | 1981     | 29° 56′ 25″ N, 34° 56′ 9″ O  |

### Spaceport
| Name des Flugplatzes      | ICAO-Code | IATA-Code | Ort                      | Eröffnet | Koordinaten                  |
| ------------------------- | --------- | --------- | ------------------------ | -------- | ---------------------------- |
| Luftwaffenbasis Palmachim | LL59      |           | Palmachim, Zentralbezirk | 1963     | 31° 53′ 52″ N, 34° 41′ 26″ O |

### Geschlossene Flughäfen
| Name des Flughafens                   | ICAO-Code | IATA-Code | Ort         | Bezirk           | Eröffnet | Geschlossen | Koordinaten                  |
| ------------------------------------- | --------- | --------- | ----------- | ---------------- | -------- | ----------- | ---------------------------- |
| Flughafen Atarot (Jerusalem-Atarot)   | LLJR      | JRS       | Jerusalem   | Bezirk Jerusalem | 1918     | 2001        | 31° 51′ 53″ N, 35° 13′ 9″ O  |
| Flughafen J. Hozman (Eilat-J. Hozman) | LLET      | ETH       | Eilat       | Südbezirk        | 1949     | 2019        | 29° 33′ 30″ N, 34° 57′ 32″ O |
| Flughafen Sde-Dov (Tel Aviv-Sde Dov)  | LLSD      | SDV       | Tel Aviv    | Bezirk Tel Aviv  | 1937     | 2019        | 32° 6′ 38″ N, 34° 46′ 46″ O  |
| Flughafen Ovda (Eilat-Ovda)           | LLOV      | VDA       | Uvda region | Südbezirk        | 1982     | 2019        | 29° 56′ 25″ N, 34° 56′ 9″ O  |